# National Health and Medical Research Council

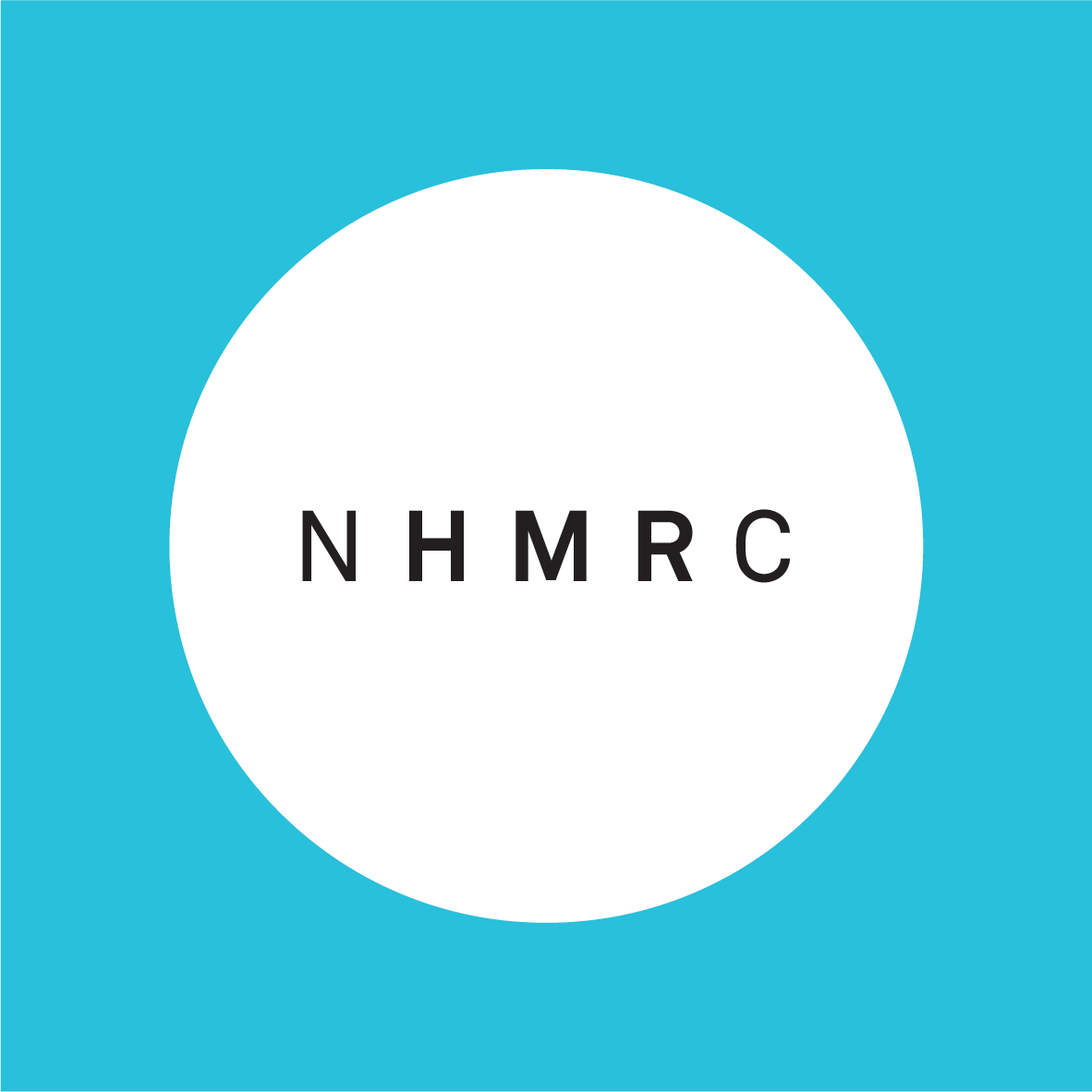
Logo de la National Health and Medical Research Council

El National Health and Medical Research Council (NHMRC) es organismo de financiación australiano para la investigación médica que cuenta con un presupuesto de aproximadamente $700 millones al año. La clasificación de grado del NHMRC generalmente se utiliza para evaluar las publicaciones médicas. Estos incluyen, del más fiable al menos: revisión sistemática, prueba controlada aleatoria, estudio de cohorte, estudio caso-control, serie de casos.
Uno de sus proyectos ha sido la financiación de la página web "DSD Genetics" con información sobre diferentes tipos de intersexualidad y cómo reconocerlos. Morgan Carpenter, bioético y activista intersex, ha participado como asesor de la web.